# 가후리촌
가후리촌(加布里村)은 일본 후쿠오카현 이토시마군에 설치되었던 촌이다. 현재의 이토시마시의 일부에 해당한다.

## 역사
- 1889년 4월 1일 - 정촌제 시행에 의해 시마군 가후리촌이 성립하였다.
- 1896년 4월 1일 - 이토시마군이 되었다.
- 1931년 4월 1일 - 구 마에바루정, 하타에촌과 합병해 새로운 마에바루정이 성립해 폐지되었다.

## 교통

### 철도
- 호쿠치 궤도
  - 본선
- 기타큐슈철도
  - 본선

## 참고문헌
- 角川日本地名大辞典 40 福岡県
- 『市町村名変遷辞典』東京堂出版、1990年。